# Only Yazoo - The Best of Yazoo
Albums de Yazoo
You and Me Both
(1983) In Your Room
(2008)
Only Yazoo - The Best of est une compilation du groupe de synthpop britannique Yazoo sortie en septembre 1999.
Aux États-Unis, où le groupe est connu sous le nom de Yaz, elle est commercialisée sous le titre The Best of.
Il s'agit de la première compilation de Yazoo alors que le groupe est séparé depuis 1983. Elle rassemble plusieurs chansons issues des deux albums, Upstairs at Eric's et You and Me Both, un titre sorti en face B du single Nobody's Diary (State Farm) et des remixes dont trois inédits.

## Liste des morceaux
- Titres 1, 7 à 9 et 11 à 15 écrits et composés par Vince Clarke.
- Titres 2 à 6, 10 à 12 et 14 écrits et composés par Alison Moyet.

1. Only You
2. Ode To Boy
3. Nobody's Diary
4. Midnight
5. Goodbye 70's
6. Anyone
7. Don't Go
8. Mr. Blue
9. Tuesday
10. Winter Kills
11. State Farm
12. Situation (US 12" Mix)
13. Don't Go (Todd Terry Freeze Mix)
14. Situation (Club 69 Future Funk Mix)
15. Only You (1999 Version)

## Classements hebdomadaires
| Classement (1999)             | Meilleure position |
| ----------------------------- | ------------------ |
| Royaume-Uni (UK Albums Chart) | 22                 |
| Suède (Sverigetopplistan)     | 28                 |

## Certifications
| Pays        | Certfications |
| ----------- | ------------- |
| Royaume-Uni | Argent        |